# Sebasto
Sebasto (en griego: σεβαστός, «venerable»; en plural, sebastoi) era un título honorífico utilizado en la antigua Grecia para traducir el título imperial romano de Augusto. La versión femenina del título era sebastē (σεβαστή). Desde finales del siglo XI, durante el reinado de los Comneno, este título y sus derivados, como sebastocrátor, protosebasto, panhipersebasto, y sebastohipertato, formaron la base de un sistema nuevo de títulos cortesanos del Imperio bizantino.

## Historia
El título surgió en el oriente helenístico como designación honorífica de los emperadores romanos en el siglo siglo I, como traducción del latino Augusto. Por ejemplo, el Templo de Sebasto de Éfeso está dedicado a la dinastía Flavia. Esta asociación se reflejó asimismo en el nombre de algunas ciudades nominadas en honor de emperadores romanos, como Sebaste, Sebastea y Sebastópolis.
El título se recuperó en su forma femenina a mediados del siglo XI, en tiempos del  emperador Constantino IX (1042-1055), que se lo otorgó a su amante María Esclerena, a la que concedió honores casi imperiales. Varios lo recibieron luego, como Constantino Cerulario, Isaac Comneno y su hermano, el futuro emperador Alejo I Comneno (1081-1118).

### En el periodo Comneno
Cuando Alejo fue entronizado en el 1081, reformó el antiguo sistema de títulos cortesanos y usó el de sebasto como base para crear unos nuevos: sebastocrátor, protosebasto, panhipersebasto, sebastohipertato y protosebastohipertato; estos reflejaban fundamentalmente la cercanía del titular al emperador, fuese esta relación consanguínea o política. Este proceso transformó la esencia de la aristocracia bizantina: implantó una clase formada por parientes y clientes imperiales que se unió a los cargos administrativos tradicionales y al alto funcionariado que componía el Senado. Según el historiador Paul Magdalino, este cambio contribuyó a aislar a la familia imperial del pueblo y la dotó de autoridad imperial, mientras que hasta entonces sus miembros solo habían sido meros ejecutores de las órdenes del soberano. Según los cálculos de L. Stiernon, entre finales del siglo XI y los del XII, el 30 % de todos los sebastos eran miembros de la familia Comneno; el 20 %, de la de los Ducas, estrechamente ligada a la familia imperial; otro 20 % a otras familias de la aristocracia que habían emparentado con los Comneno; y otro 10 % lo componían bizantinos y extranjeros que habían desposado a miembros de la familia imperial o que habían recibido el título como señal de agradecimiento.
Al principio los sebastos eran la base de esta nueva aristocracia familiar: los hijos de un sebastocrátor, un panhipersebasto o un sebasto eran sebastos. Al multiplicarse los portadores del título, Manuel I Comneno (1143-1180) decidió crear uno nuevo para los sobrinos y primos del emperador, (hijos, en consecuencia, de grandes dignatarios imperiales) y los sebastos pasaron a ocupar un nivel inferior, inmediatamente superior al de nobilísimo. Los sebastos se dividieron además en dos grupos: los sebastos a secas y los sebastos gambros. Los segundos eran miembros de varias familias aristocráticas ligadas al emperador por haber desposado a sus familiares femeninos (gambros significa yerno en griego). En consecuencia, los sebastos gambros eran el grado superior de la clase de los sebastos, pero no han de confundirse con los gambros imperiales, los yernos del emperador, que ocupaban un lugar más encumbrado en la jerarquía, por encima de los primos y sobrinos y justo debajo de los sebastocratores. Las formas pansebasto («venerable por todos») y pansebasto aparecen también en sellos, inscripciones y correspondencia de la época, pero no son más que superlativos retóricos del título original y no, como creyeron algunos estudiosos  como Gustave Schlumberger, títulos distintos y superiores. La precedencia de los sebastos no dependía del cargo que desempeñaban, sino del grado de parentesco con el emperador.

### Uso más tardío

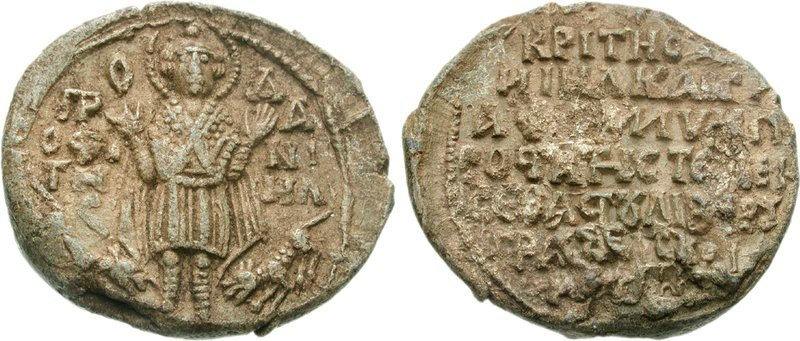
Sello de sebasto y krites Liberos, -.

El título se otorgaba también a gobernantes extranjeros y se extendió por Estados vecinos con influencia bizantina como Bulgaria, donde el sebasto era el responsable de un distrito administrativo, y Serbia, donde lo usaron diversos funcionarios.
En Bizancio fue perdiendo importancia a finales del siglo XII; en los siglos siguientes el sebasto era simplemente el jefe de una unidad militar auxiliar extranjera. Para cuando Jorge Codinos escribió su De Officialibus Palatii Constantinopolitani et de Officiis Magnae Ecclesiae, poco después de mediado el siglo XIV, el sebasto era ya un título bajo en la jerarquía imperial, el puesto 78.º de esta, entre el drungario y el mytaites. Su vestido de gala lo formaban un skiadion blanco con bordados, un largo kabbadion de seda común y un skaranikon cubierto de terciopelo rojo y coronado por una pequeña borla roja. No portaba bastón que denotase su estado. Las primeras listas de títulos imperiales, como el apéndice del Hexabiblos, lo coloca en una posición algo distinta en el escalafón, por encima del gobernador (prokathemenos) de fortaleza y del drungario, y por debajo del megas myrtaïtes.